# فرایدوالد
فرایدوالد (به آلمانی: Friedewald) یک شهر در آلمان است که در راینلاند-فالتس واقع شده‌است.

## خصوصیات
فرایدوالد ۱٬۱۸۶ نفر جمعیت دارد.